# Allée de Gally
L'allée de Gally est une voie de circulation des jardins de Versailles, en France.

## Description
L'allée de Gally débute à l'ouest sur l'allée de la Ceinture et se termine environ 960 m à l'est sur l'allée de Choisy.